# Lytta manicata
Lytta manicata là một loài bọ cánh cứng trong họ Meloidae. Loài này được J. R. Sahlberg miêu tả khoa học năm 1903.